# 孟絹府
孟絹府，是明代雲南承宣布政使司下轄的一個府，元元統元年置孟絹路（孟肙路），至順二年為軍民總管府，屬八百宣慰司，洪武十五年三月為府，後廢，其今地在泰國清邁府以南。